# Zahořany (ort i Tjeckien, Plzeň)
Zahořany är en ort i Tjeckien.   Den ligger i regionen Plzeň, i den västra delen av landet, 130 km sydväst om huvudstaden Prag. Zahořany ligger 408 meter över havet och antalet invånare är 900.
Terrängen runt Zahořany är platt åt nordväst, men åt sydost är den kuperad. Zahořany ligger nere i en dal.Runt Zahořany är det ganska tätbefolkat, med 75 invånare per kvadratkilometer. Närmaste större samhälle är Domažlice, 5,3 km väster om Zahořany. Omgivningarna runt Zahořany är en mosaik av jordbruksmark och naturlig växtlighet.